# 阿尔泰大戟
阿尔泰大戟（学名：Euphorbia altaica）是大戟科大戟属的植物。分布于俄罗斯、哈萨克斯坦、蒙古以及中国大陆的新疆等地，生长于海拔2,500米的地区，常生长在草甸、山坡以及林缘等地，目前尚未由人工引种栽培。